# Simulium tumum
Simulium tumum är en tvåvingeart som beskrevs av Chen och Zhang 2001. Simulium tumum ingår i släktet Simulium och familjen knott.
Artens utbredningsområde är Hainan (Kina). Inga underarter finns listade i Catalogue of Life.